# PH-метр
рН-метр (вимовляється «пе аш метр», англ. pH-meter) — прилад для вимірювання водневого показника (показника рН), який характеризує активність іонів водню в розчинах, воді, харчовій продукції, сировині, об'єктах довкілля і виробничих системах безперервного контролю технологічних процесів, у тому числі в агресивних середовищах. Зокрема, рН-метр застосовується для апаратного моніторингу pH розчинів поділу урану і плутонію, де вимоги до коректності показань апаратури без її калібрування надзвичайно високі.